# EUMM Georgia
La EUMM Georgia (Missió d'Observació de la Unió Europea a Geòrgia) és una missió de vigilància desarmada de la Unió Europea desplegada a l'octubre de 2008 a Geòrgia després de l'acord de sis punts que va posar fi a la segona guerra a Ossètia del Sud i com a part de la Política comuna de seguretat i defensa de la Unió Europea.

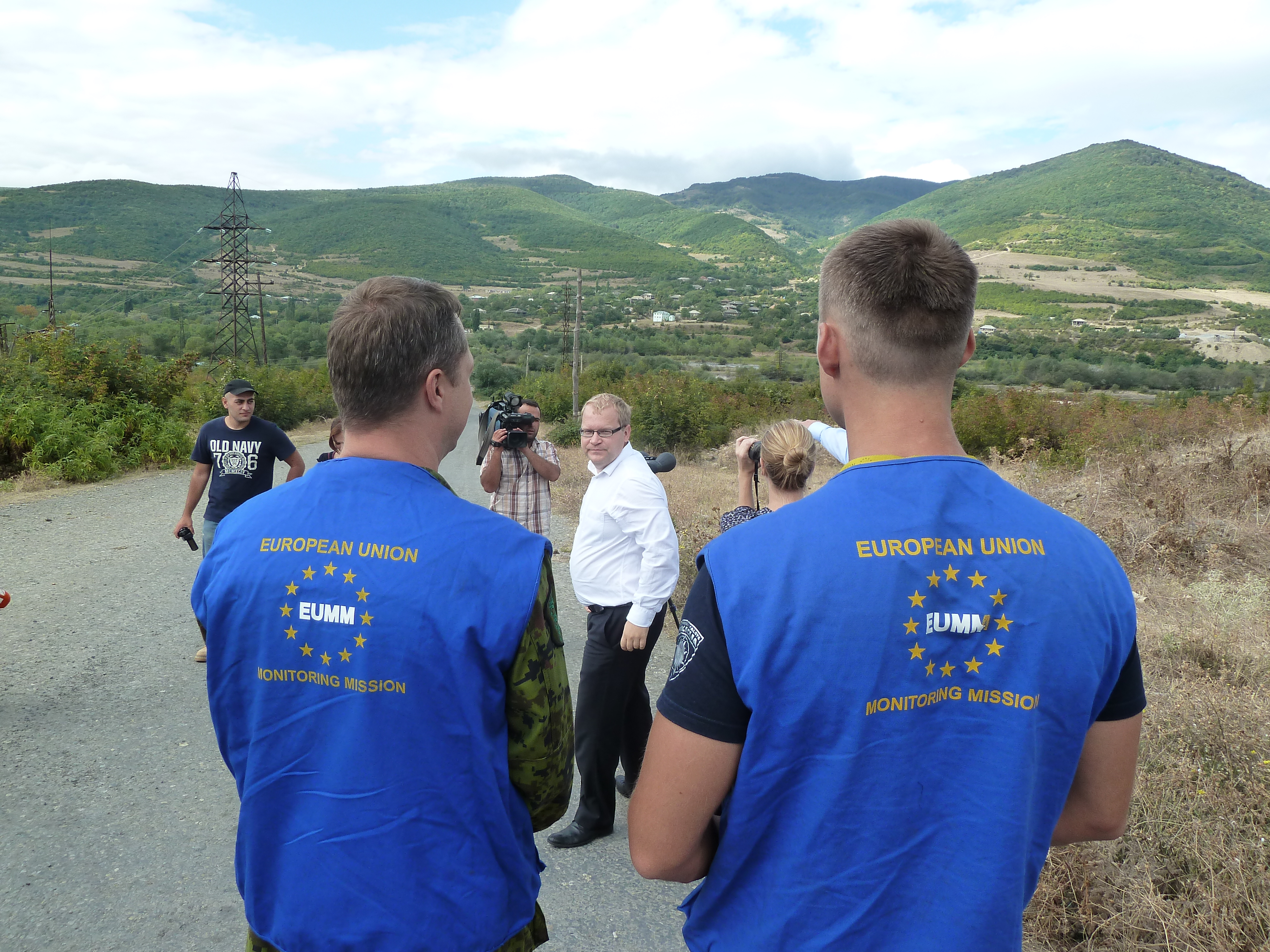
Personal de l'EUMM en 2010

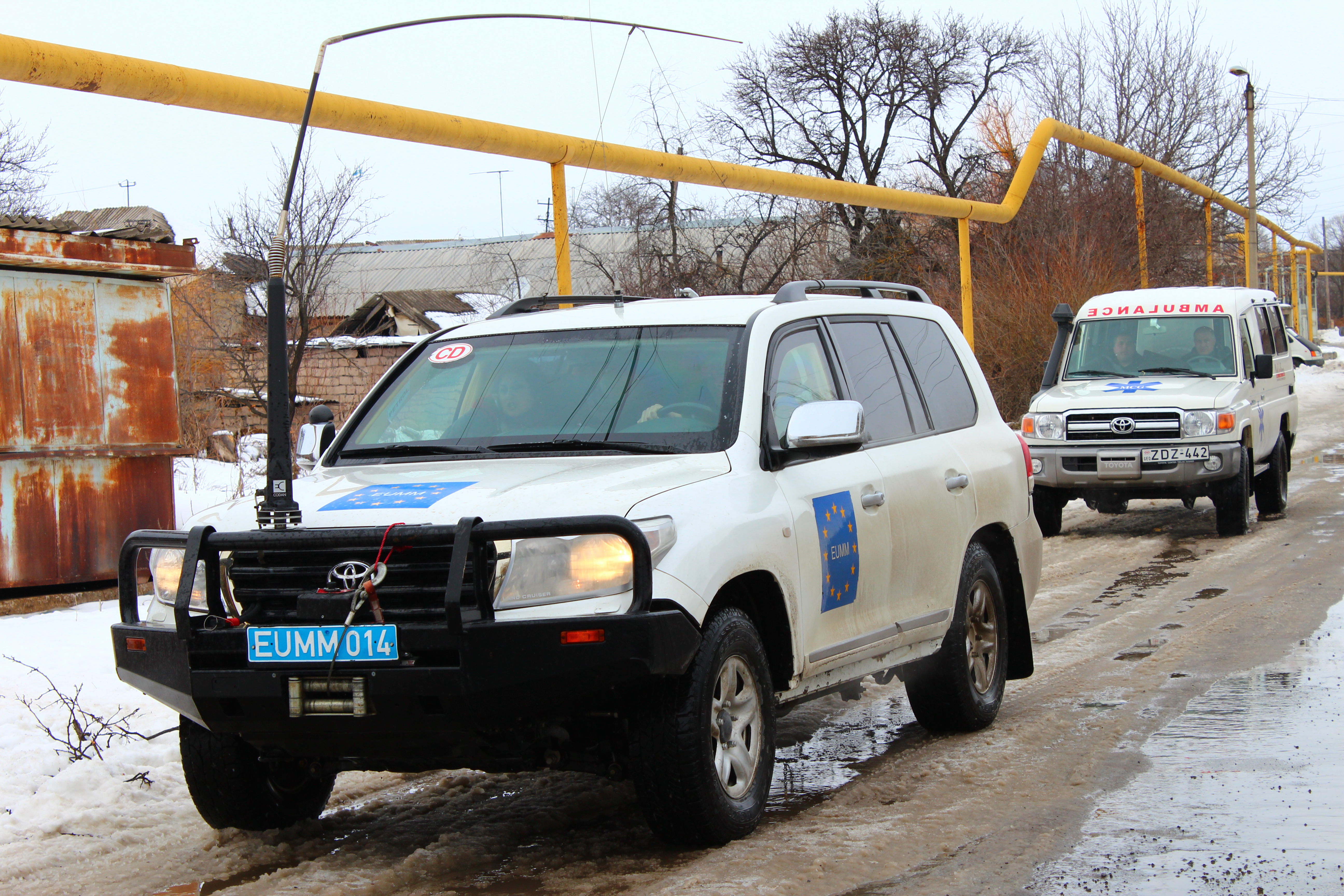
Patrulles de l'EUMM a la frontera d'Ossètia del Sud, febrer de 2012.

## Funció
EUMM Georgia realitza diverses missions que inclouen:

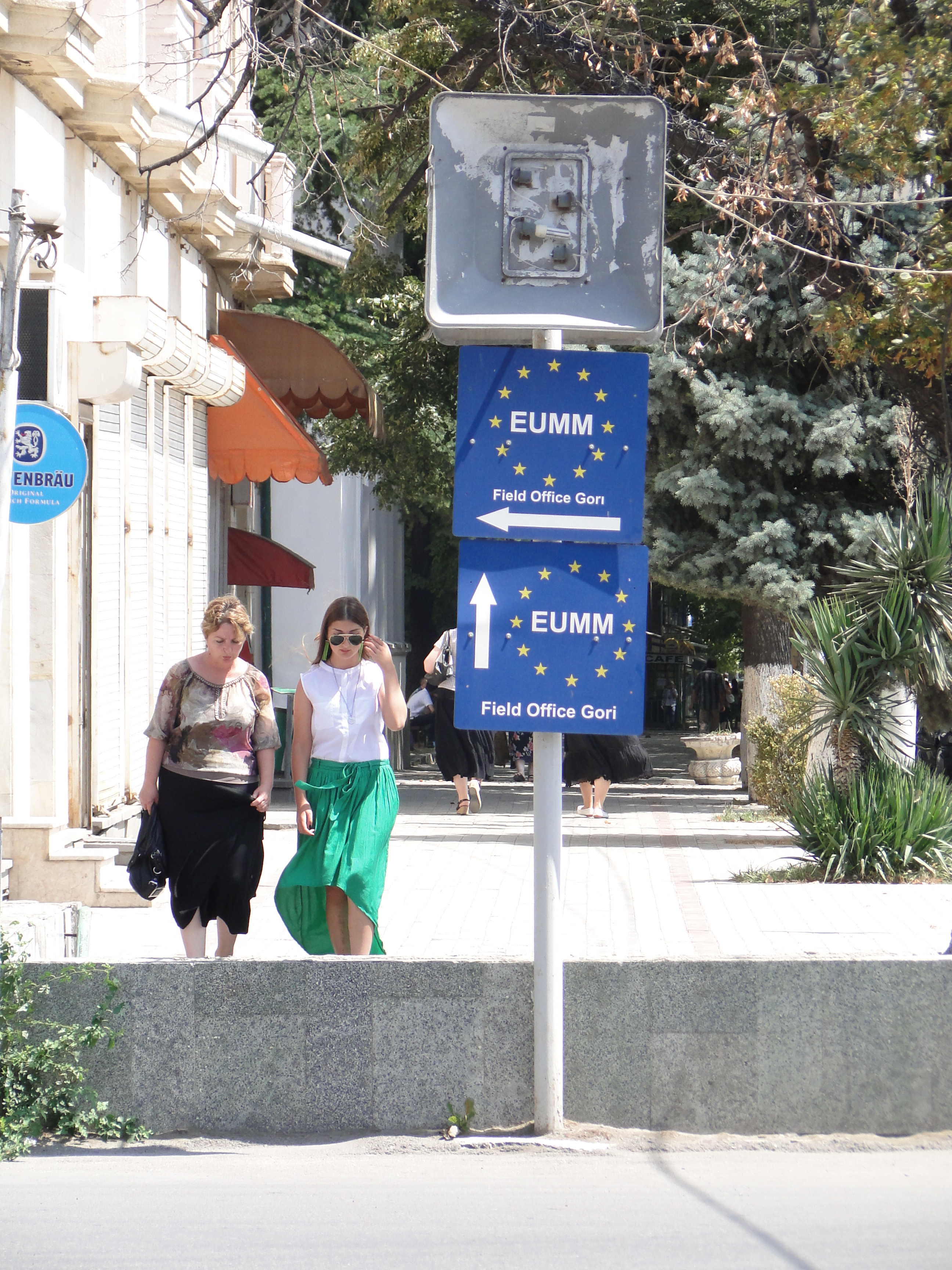
Senyal de l'EUMM a Gori

- Seguiment i mediació en les relacions entre Geòrgia d'una banda i Abkhàzia i Ossètia del Sud, de l'altra.
- Comunicació d'informació sobre política de la Unió Europea a Geòrgia i tota la regió.
- Remissió d'informació sobre el terreny a les institucions europees per desenvolupar la Política de Veïnatge implementada i augmentar la influència de la UE a la regió.

El mandat donat pel Consell Europeu és vàlid a tota Geòrgia, però, les autoritats d'Abkhàzia i Ossètia del Sud neguen l'accés als territoris sota el seu control als observadors europeus.
La missió té la seu a Tbilisi i tres oficines regionals a Mtskheta, Gori (prop d'Ossètia del Sud) i Zúgdidi (prop d'Abkhàzia). Originalment autoritzada durant 12 mesos, el mandat s'ha ampliat cinc vegades i actualment és vigent fins al 14 de desembre de 2018. Compta amb un personal de 200 monitors amb un pressupost de 19.970.000 €.
Va actuar conjuntament amb missions de OSCE i Nacions Unides en el mateix terreny i amb objectius similars; la missió de l'OSCE es va retirar el 31 de desembre de 2008; la missió de les Nacions Unides (UNOMIG) es va retirar el 30 de juny de 2009.
El 25 d'abril de 2012 el govern d'Abkhàzia va declarar al cap de l'EUMM a Geòrgia, Andrzej Tyszkiewicz, persona non grata, acusant-lo d'haver adoptat una posició progeorgiana en el conflicte.